# Ostkaka
Ostkaka je švédský koláč s náplní z mléka a mouky, která se díky obsahu syřidla podobá tvarohu, ochucenou smetanou, cukrem a mandlemi. Je typický pro kraj Småland, kde se podává s jahodovým džemem a šlehačkou na Štědrý večer, ale tradičně se peče také v Hälsinglandu, kde do něj nejsou přidávány mandle a je ochucen sirupem a džemem z morušek.
Přes svůj název, který lze přeložit jako „sýrový koláč“ či „sýrový dort“, nemá nic společného s anglickým cheesecakem, a nejstarší recept na jeho přípravu pochází již z roku 1538, přičemž se předpokládá že jeho původ je ještě starší, středověký. V roce 2004 se ve švédském parlamentu vedla diskuse zda má být vyhlášen za národní pokrm, od téhož roku se 14. listopadu slaví svátek tohoto koláče. Typicky se pojídá od středu k sušším okrajům, které se kdysi ponechávaly služebnictvu a dětem. Podle jiné teorie byl důvodem takového způsobu konzumace fakt, že se ostkaka pekla v nádobí z  cínu, což vedlo k tomu, že část koláče, která se pekáče dotýkala mohla způsobit otravu.